# 壱岐市立筒城小学校
壱岐市立筒城小学校（いきしりつ つつきしょうがっこう, Iki City Tsutsuki Elementary School）は長崎県壱岐市石田町筒城西触にある公立小学校。略称は「筒城小」。

## 概要
歴史
1876年（明治9年）に開校した「第五大学区第四中学区筒城小学校」を前身とする。2011年（平成23年）に創立135年を迎えた。
校歌
作詞は山本文夫、作曲は山口常光による。歌詞は2番まである。1番の最初に「筒城が浜」、2番の歌詞に校名の「筒城」が3ヶ所登場する。
校区
住所表記で、石田町の後に「筒城西触」、「山崎触」、「筒城仲触」、「筒城東触」が続く地区。中学校区は壱岐市立石田中学校。

## 沿革
- 1876年（明治9年）- 「第五大学区第四中学区筒城小学校」が創立。（旧・庄屋を仮校舎）
- 1882年（明治15年）- 筒城小学校が中等石田小学校（現・壱岐市立石田小学校）に統合。
- 1908年（明治41年）- 西福寺に「石田尋常高等小学校筒城分教場」が設置される。後に分教場校舎が完成。
- 1916年（大正5年）- 運動場を拡張。
- 1941年（昭和16年）4月1日 - 国民学校令により、「石田村国民学校筒城分教場」と改称。
- 1947年（昭和22年）4月1日 - 学制改革（六・三制実施）により、「石田村立石田小学校筒城分教場」と改称。
- 1959年（昭和34年）4月1日 - 石田小学校より分離し、「石田村立筒城小学校」として独立。
- 1961年（昭和36年）- 南米集団移民壮行会を行う。
- 1967年（昭和42年）- 完全給食A型を開始。
- 1970年（昭和45年）8月1日 - 町制施行により、「石田町立筒城小学校」に改称。
- 1975年（昭和50年）- プールが完成。
- 1978年（昭和53年）- 体育館が完成。
- 1979年（昭和54年）- 新校舎が完成。
- 1983年（昭和58年）- 校門を設置。
- 1986年（昭和61年）- 岩石園が完成。
- 2004年（平成16年）3月1日 - 町村合併により、「壱岐市立筒城小学校」（現校名）に改称。
- 2011年（平成23年）9月1日 - 壱岐市学校給食センターが勝本町亀石地区に完成したことにより、同センターからの配送方式に変更。

## アクセス
最寄りの港
- 「印通寺港」- 九州郵船が佐賀県唐津市の唐津東港との間にフェリーを運航。

最寄りのバス停（一般路線バス）
- 壱岐交通「札場」バス停

最寄りの道路
- 長崎県道65号壱岐空港線

## 周辺
- 西福寺

## 関連
- 長崎県小学校一覧